# Rhabdotorrhinus exarhatus

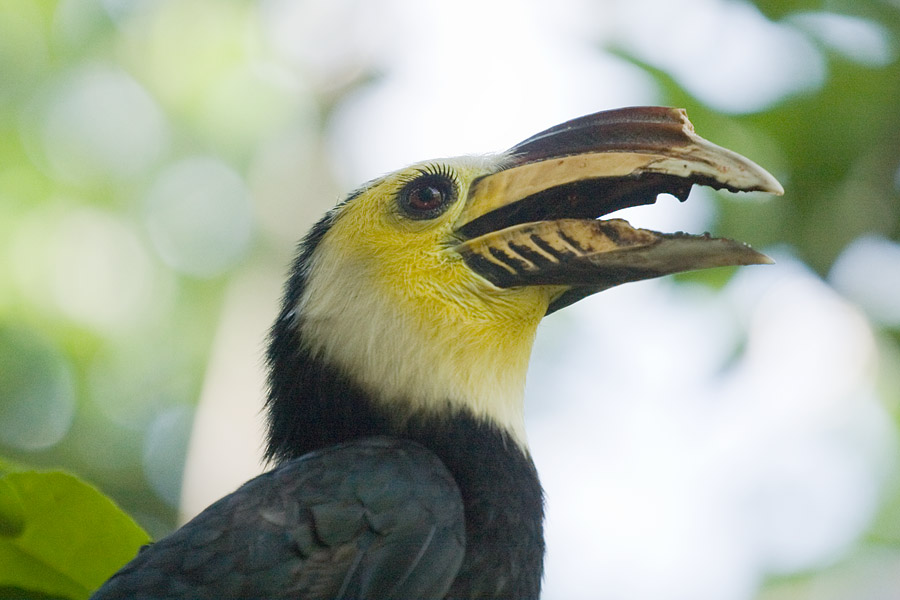
Primo piano del maschio.

Il bucero di Sulawesi (Rhabdotorrhinus exarhatus (Temminck, 1823)) è un uccello della famiglia dei Bucerotidi presente, con le sue due sottospecie, nel Sud-est asiatico.
Nel 2016 il bucero di Sulawesi è stato valutato dalla Lista Rossa delle specie minacciate della IUCN come «vulnerabile» (Vulnerable).

## Descrizione
Il bucero di Sulawesi, con una lunghezza del corpo di 45 centimetri, è un bucero relativamente piccolo. La coda del maschio misura in media 19,5 centimetri, la coda della femmina è leggermente più corta, misurando 18,1 centimetri. Il becco del maschio misura in media 9,7 centimetri, quello della femmina è leggermente più corto, misurando in media 9,1 centimetri. Il dimorfismo sessuale è così pronunciato che i due sessi possono essere facilmente distinti anche sul campo.

### Maschio
Il maschio ha un piumaggio prevalentemente nero che risplende di verde metallico sulla parte superiore del corpo. La faccia e la gola sono bianchi. Il becco è color corno e sulla parte prossimale del ramo inferiore presenta una macchia di colore da marrone a bruno-nerastro che può essere anche molto estesa. Il casco, piuttosto stretto, è marrone e termina bruscamente prima della punta del becco.
La pelle priva di piume intorno all'occhio e quella nuda della gola sono color carne. Gli occhi sono rossi, le zampe e i piedi sono neri.

### Femmina e giovane
Le femmine adulte somigliano molto ai maschi, ma hanno nera anche la faccia e sono un po' più piccole. Il casco termina a metà della lunghezza del becco e la macchia scura sulla mascella inferiore è piccola o assente. La pelle priva di piume intorno all'occhio è nera. Sotto l'occhio vi è una stretta striscia gialla. La pelle senza piume sulla gola va dal giallo al color carne.
I giovani di entrambi i sessi assomigliano ai maschi adulti, ma hanno il becco un po' più piccolo e il casco è appena abbozzato. Il becco è giallo chiaro, così come la pelle facciale priva di piume; gli occhi sono marrone scuro. Le giovani femmine diventano completamente nere all'età di un anno.

## Biologia
Il bucero di Sulawesi si incontra di solito in piccoli gruppi familiari di 4-8 esemplari. Risiede principalmente nella parte superiore degli alberi, subito sotto la volta, e va in cerca di cibo tra il fogliame. L'abitudine di perlustrare attentamente il fogliame e di passare da un albero all'altro ha suggerito ad Alan Kemp che le proteine animali svolgano un ruolo importante nella dieta.
Dal momento che il bucero di Sulawesi viene osservato in gruppo durante tutto l'anno, si presume che metta in atto un comportamento di allevamento cooperativo in maniera simile al bucero di Luzon. Solo la coppia riproduttrice dominante procede alla nidificazione e il maschio è supportato da collaboratori che lo aiutano a prendersi cura della femmina e dei giovani.

## Distribuzione e habitat
L'areale del bucero di Sulawesi si estende all'isola di Sulawesi e alle vicine isole di Muna e Buton.
La specie vive nelle foreste primarie sempreverdi fino a 1100 metri di altitudine, ma è più comune nelle pianure e nelle foreste di collina. La sua sopravvivenza è minacciata dalla crescente deforestazione dell'isola.

## Tassonomia
Ne vengono riconosciute due sottospecie:
- R. e. exarhatus (Temminck, 1823), diffusa nelle regioni settentrionali di Sulawesi;
- R. e. sanfordi Stresemann, 1932, diffusa nelle regioni centrali, meridionali e orientali di Sulawesi e nelle isole vicine.

## Rapporti con l'uomo
Sull'isola di Sulawesi la specie viene cacciata dalla popolazione locale e occasionalmente viene anche tenuta come animale domestico.